# وهوک
وهوک یا پراکزاسپه یا پرکزاسپه یا پر کساسپ کسی است که هرودوت از او به عنوان قاتل بردیا پسر کوروش بزرگ یاد می‌کند. او همچنین پدر اسپاتین یا اردومنش است که نامش در میان یاران داریوش در قیام علیه گئومات آمده‌است. همچنین پسر اسپاتین که همنام پراکزاسپه، پدربزرگش بود، دریاسالار خشایارشا در جنگ سالامیس بود.

## قتل بردیا به دست کمبوجیه
هرودوت در داستانی که از این ماجرا نقل می‌کند، می‌نویسد 

 
کمبوجیه برادر خود بردیا را قبلاً از مصر روانهٔ پارس کرده بود چون به او حسادت می‌ورزید. کمبوجیه پراکزاسپه را که بیش از همه کس مورد اعتمادش بود بود مأمور کرد تا برادرش را معدوم کند. پراکزاسیه به پارس رفت و دستور را اجرا کرد. به روایتی او قربانی خود را در شکارگاه کشت و قول دیگر حاکی است که او را به دریای اریتره برده، آنجا غرق کرد. همین واقعه پیش درآمد ماجراهای فراوان شد.

## قتل پسر پراکزاسپه به دست کمبوجیه
هرودوت می‌نویسد 

 
روزی کمبوجیه از پراکزاسپه پرسید «پارسیان راجع به من چه می گویند؟» پراکزاسپه جواب داد «همگی نسبت به پادشاه ستایش و تکریم دارند ولی از یک بابت انتقاد دارند و می‌گویند که به شراب زیاده علاقه دارید.» این اظهار کمبوجیه را بسیار خشمگین ساخت و همان‌جا قلب پسر او را هدف تیر قرار داد.

## قیام دو برادر مغ‌
کمبوجیه با وجود اختلال هوش و حواس کماکان در مصر اوقات می‌گذراند! در حین اقامتش در مصر دو برادر که از طبقهٔ مغ بر ضد او قیام کردند، یکی از آندو پاتزیتس نام بود که در غیاب پادشاه مباشر امور خانوادگی او بود و نقشهٔ توطئه را کشیده بود. این مغ می‌دانست بردیا زنده نیست و جز تنی چند از پارسیان بقیهٔ مردم از مرگ او بی‌اطلاعند و می‌پندارند که او زنده است. او از این موقعیت سوء‌استفاده کرد و با تهور حیرت آوری درصدد برآمد تخت و تاج را تصاحب کند. برادر دیگر که با او همدست بود، شباهت بسیاری با برادر مقتول کمبوجیه داشت و اتفاقاً نام او نیز بردیا بود. پاتزیتس برادر خود را متقاعد کرده‌بود که از عهدهٔ چنان کاری برخواهد آمد و او را ترغیب کرد که به سریز پادشاهی جلوس کند. سپس فرمانی به لشکریان نه فقط در سراسر ایران بلکه تا مصر فرستاد که در آینده به جای کمبوجیه از بردیا (سمردیس) اطاعت کنند.

## مرگ کمبوجیه
این فرمان چنان که باید و شاید انتشار یافت. قاصدی که مأمور بود خبر را تا مصر برساند، تصادفاً در شهری بنام اکباتان شام (شهر است در شام که تشابه اسمی با اکباتان ایران دارد.) با کمبوجیه و لشکریان او برخورد کرد در اینجا او جلو سپاهیان برآمده، فرمان جدید را ابلاغ کرد. کمبوجیه که از آن ماجرا اطلاع یافت گمان کرد آنچه که شایع شده بود، دروغ نیست و پرکزاسپه که به ایران فرستاده شده‌بود تا بردیا را معدوم کند، از عهدهٔ آن کار برنیامده و نسبت به او خیانت ورزیده‌است. پس رو به پرکزاسپه کرده، پرسید «فرمانم را این‌طور اجرا کردی؟» پرکزاسپه پاسخ داد «این شایعات به کلی بی‌اساس است، شخص غاصب بردیا برادرت نیست. من او را با دستان خویش در خاک کردم.» سپس مردی که حکم را خوانده بود، دستگیر کردند. پرکزاسپه از او پرسید «چه کسی این دستور را به تو داده است؟ بردیا یا یکی از زیردستانش؟» او جواب داد «از وقتی کمبوجیه به مصر رفته‌است، من هیچ وقت بردیا را ندیده‌ام. مغی بنام پاتزیتس که به عنوان مباشر امور درباری تعیین شده‌است، این پیام را به من داده‌است.» به مجرد آنکه کمبوجیه آن نام را شنید، صدق گفتار پرکزاسپه بر او معلوم شد و بالاخره در نهایت خشم و تندخوئی عزم کرد بر اسب خود سوار، و زود رهسپار شوش شود و کار مغ را بسازد. اما در حینی که بر زین سوار می‌شد تیغ برهنهٔ خنجر بر رانش فرو رفت و مجروح شد. بعد از بیست روز زخم و شقاقلوس ران، آثار مرگبار خود را نمودار ساخت. هنگام نزع کمبوجیه سرکرده‌های پارسی را که همراه لشکر بودند فرا خوانده، راز خود را آشکار کرد. داریوش نیز در این هنگام در میان حضار بود.

## وقایع پس از مرگ کمبوجیه
بعد از درگذشت کمبوجیه پرکزاسپه اتهام کشتن سمردیس را کاملاً انکار می‌کرد زیرا خوب می‌دانست که اکنون بعد از وفات کمبوجیه برای او بسیار خطرناک است که خود را قاتل فرزند کوروش قلمداد کند.
دو برادر مغ تصمیم گرفتند که پراکزاسپه را با خود همراه کنند. آن‌ها به همراهی او امید بسیاری داشتند زیرا هم او در کشتن پسر کوروش دخالت داشت و هم پسرش توسط کمبوجیه به قتل رسیده بود. پس او را به حضور خواندند و در ازای دریافت مبلغی هنگفت از او خواستند به مردم اعلام دارد که پادشاه فعلی همان پسر کوروش است و اطمینان داشتند که پارسیان حرف او را بیش از هر کس دیگر باور می‌کنند، چه می‌دانستند که او کشتن پسر کوروش را بارها انکار کرده و همواره نیز اظهار کرده‌است که بردیا زنده‌است. پراکزاسپه به این پیشنهاد نظر موافق داد. سپس مغ‌ها مردم را فرا خواندند و به پراکزاسپه گفتند که برای اعلام مطالب بالای برج برود. اما آنچه واقع شد درست برخلاف منظور حضرات مغ بود پراکزاسپه گویی وجودی به کلی متفاوت شده بود. او حقیقت را فاش ساخت و اظهار کرد که به امر کمبوجیه پسر کوروش را نابود کرده‌است و دولت پارس اکنون در دست دو برادر مغ است. سپس خود را از بالای برج با سر به پایین انداخت.